# Pachydactylus werneri
Pachydactylus weberi — вид геконоподібних ящірок родини геконових (Gekkonidae). Ендемік Намібії. Вид названий на честь австрійського зоолога Франца Вернера.

## Поширення і екологія
Pachydactylus weberi мешкають в області Еронго на заході Намібії. Вони живуть в сухих саванах і чагарникових заростях, серед валунів і скель. Зустрічаються на висоті від 50 до 1000 м над рівнем моря. Ведуть нічний спосіб життя, вночі шукають їжу на поверхнях каменів та на гілках дерев. Відкладають яйця.